# بيل الفاتح (فلم)
بيل الفاتح (بالإنجليزية: Pelle the Conqueror) هو فيلم دراما تم إنتاجه في الدنمارك والسويد وصدر في سنة 1987.

## بطولة
- ماكس فون سيدو

## الميزانية والإيرادات
حقق أرباحا تقدر بـ 2,053,931 دولار.

### ترشيحات وجوائز
| السنة | الحدث          | الفئة             | النتيجة |
| ----- | -------------- | ----------------- | ------- |
|       | أوسكار         | أفضل فيلم أجنبي   | فوز     |
|       | السعفة الذهبية | أفضل فيلم في 1988 | فوز     |

## وصلات خارجية
- مقالات تستعمل روابط فنية بلا صلة مع ويكي بيانات